# 즈데네크 스베라크

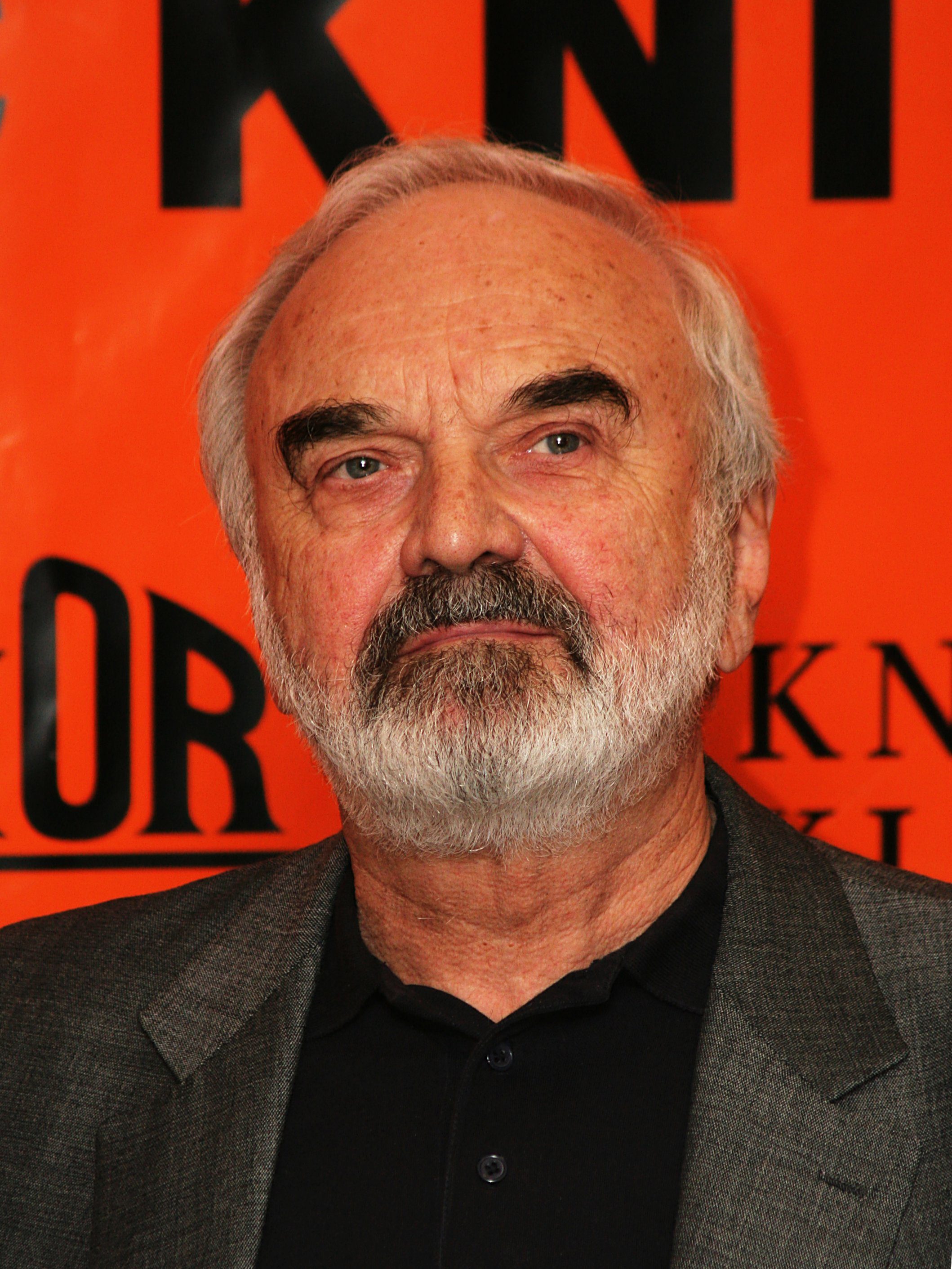
즈데네크 스베라크

즈데네크 스베라크(체코어: Zdeněk Svěrák, 1936년 3월 28일 ~ )는 체코의 각본가, 가수, 작곡가 겸 작사가, 작가, 극작가, 시인, 영화 배우이다. 프라하에서 태어났다.

## 영화
- 베어풋 (2017년)
- 쿠키 (2010년)
- 엠프티스 (2007년)
- 다크 블루 월드 (2001년)
- 콜리야 (1996년) - 루카 역
- 어큐뮬레이터 1 (1994년)
- 줄 위의 종달새 (1990년)
- 나의 고향 (1985년)